# Округ Прешов
Округ Прешов (слч. Okres Prešov) округ је у Прешовском крају, у Словачкој Републици. Административно средиште округа је град Прешов.

## Географија
Налази се у јужном дијелу Прешовског краја.
Граничи:
- на сјеверу је Округ Бардјејов и Округ Свидњик,
- сјеверозападно Округ Сабинов,
- источно Округ Вранов на Топлој,
- западно Округ Љевоча,
- јужно Кошички крај.

Клима је умјерено континентална.

## Становништво
| Година:    | 1994.   | 2004.   | 2014.   | 2024.   |
| ---------- | ------- | ------- | ------- | ------- |
| Број људи: | 156 452 | 163 743 | 171 778 | 175 447 |
| Разлика:   |         | +4,66 % | +4,90 % | +2,13 % |

| Година:    | 2023.   | 2024.   |
| ---------- | ------- | ------- |
| Број људи: | 174 741 | 175 447 |
| Разлика:   |         | +0,40 % |

Према подацима о броју становника из 2011. године округ је имао 169.828 становника. Словаци чине 84,82% становништва.
| Етнички састав (2011)‍ | Етнички састав (2011)‍ | Етнички састав (2011)‍ | Етнички састав (2011)‍ | Етнички састав (2011)‍ |
| --------------------- | --------------------- | --------------------- | --------------------- | --------------------- |
|                       |                       |                       |                       |                       |
| Словаци               | Словаци               |                       | 0                     | 84,82%                |
| Роми                  | Роми                  |                       | 0                     | 3,07%                 |
| Рутени                | Рутени                |                       | 0                     | 0,98%                 |
| Украјинци             | Украјинци             |                       | 0                     | 0,44%                 |
| остали, непознато     | остали, непознато     |                       | 0                     | 10,69%                |

## Насеља
У округу се налази два града и 89 насељених мјеста. Градови су Вељки Шариш и Прешов.